# Tôn giáo UFO
Tôn giáo UFO là bất kỳ tôn giáo nào mà sự tồn tại của các thực thể ngoài Trái Đất (ET) đang vận hành vật thể bay không xác định (UFO) đóng vai trò là một yếu tố của tín ngưỡng. Thông thường, những tín đồ đi theo các tôn giáo như vậy tin rằng người ngoài hành tinh quan tâm đến phúc lợi của nhân loại vốn có, hoặc cuối cùng sẽ trở thành một phần của nền văn minh ngoài hành tinh từng tồn tại trước đây. Số khác có thể kết hợp người ngoài hành tinh vào một thế giới quan siêu nhiên hơn, theo đó thì chủ thể UFO trông giống với thiên thần hơn là người ngoài hành tinh thực thụ; sự khác biệt này có thể bị xóa nhòa trong tiểu văn hóa tổng thể. Những tôn giáo này bắt nguồn từ những câu chuyện khoa học viễn tưởng thời kỳ đầu (đặc biệt là thể loại chính kịch không gian) và những tác phẩm viễn tưởng kỳ lạ, viết về UFO học, và trong tiểu văn hóa của những vụ chứng kiến UFO và câu chuyện của những cá nhân bị người ngoài hành tinh bắt cóc và đưa lên tàu vũ trụ.
Một số tín đồ của những giáo phái UFO tin rằng sự xuất hiện hoặc tái khám phá các nền văn minh, công nghệ và tâm linh của người ngoài hành tinh sẽ cho phép con người vượt qua các vấn đề sinh thái, tâm linh và xã hội hiện tại. Những vấn đề muôn thuở như hận thù, chiến tranh, cố chấp, nghèo đói, v.v... được cho là có thể giải quyết được thông qua việc sử dụng công nghệ và khả năng tâm linh siêu việt của người ngoài hành tinh. Kiểu tín ngưỡng như vậy còn được mô tả là có một không hai theo quan điểm của họ.
Tôn giáo UFO phát triển đầu tiên ở các quốc gia như Mỹ, Canada, Pháp, Anh, và Nhật Bản với tư cách là khái niệm giả định bối cảnh văn hóa của một xã hội có công nghệ tân tiến đủ để nhận thức về người ngoài hành tinh như vậy và một tôn giáo dưới bất kỳ hình thức nào không bị ngăn cản hoặc đàn áp. Thuật ngữ "đĩa bay" và khái niệm phổ biến về UFO bắt nguồn từ năm 1947. Giới xã hội học, sử học, thần học, học giả tôn giáo học và các phong trào tôn giáo mới khởi đầu việc nghiên cứu tôn giáo UFO trong những năm 1950.
Một số tôn giáo UFO được nhiều người biết đến bao gồm Raël giáo, Khoa Luận giáo, Hội Aetherius, Heaven's Gate, Ground Crew Project, Church of the SubGenius, Unarius Academy of Science, Universe People, Vale do Amanhecer và One World Family Commune.